# Jean-Marie Leduc
Jean-Marie Leduc (né le 17 mai 1947 à Caudry) est un homme politique français. Membre du Parti socialiste, il est député de la dixième circonscription de la Seine-Maritime de 1988 à 1993.

## Biographie
Inséminateur de profession, Jean-Marie Leduc obtient son premier mandat électoral en devenant conseiller général du canton de Tôtes lors des élections cantonales de 1979.
Il est ensuite élu député lors élections législatives de 1988 dans la dixième circonscription de la Seine-Maritime. Il est battu par le candidat du RPR, Alfred Trassy-Paillogues, lors des élections législatives de 1993 et ne siège donc à l'Assemblée nationale que pour un mandat.
Il est élu maire de Tôtes lors des élections municipales de 1989 et a depuis été réélu à chacune de ces élections, jusqu'à sa démission en 2012.
Il a également été conseiller régional de Haute-Normandie.